# Chaka Khan-diszkográfia
Ez a szócikk az amerikai énekes-dalszerző Chaka Khan diszkográfiája. Két dala a Billboard Hot 100-as amerikai listán Top 40-es slágerlistás helyezés volt. Az egyik dala Top 10-es sláger volt. Négy albuma a Billboard album listáján Top 20-as helyezést ért el.
Khan 1978-ban jelentette meg első stúdióalbumát, miközben még mindig a Rufus nevű funk együttes tagja volt. Szólókarrierje során összesen 12 albumot jelentetett meg, első nagy slágere az I'm Every Woman című 1978-as dal volt, melyet Whitney Houston is slágerre vitt. Pályafutása során összesen 41 önálló kislemeze jelent meg.

## Albumok

### Stúdióalbumok
| Cím                                                                   | Album megjelenés                                        | Legjobb slágerlistás helyezés | Legjobb slágerlistás helyezés | Legjobb slágerlistás helyezés | Legjobb slágerlistás helyezés | Legjobb slágerlistás helyezés | Legjobb slágerlistás helyezés | Legjobb slágerlistás helyezés | Legjobb slágerlistás helyezés | Legjobb slágerlistás helyezés | Legjobb slágerlistás helyezés | Legjobb slágerlistás helyezés | Díjak, jelölések          |
| Cím                                                                   | Album megjelenés                                        | US 200                        | US R&B                        | US Jazz                       | AUS                           | CAN                           | GER                           | NLD                           | NZ                            | SWE                           | SWI                           | UK                            | Díjak, jelölések          |
| --------------------------------------------------------------------- | ------------------------------------------------------- | ----------------------------- | ----------------------------- | ----------------------------- | ----------------------------- | ----------------------------- | ----------------------------- | ----------------------------- | ----------------------------- | ----------------------------- | ----------------------------- | ----------------------------- | ------------------------- |
| Chaka                                                                 | - Megjelent: 1978. október 12. - Label: Warner Bros.    | 12                            | 2                             | —                             | 74                            | —                             | —                             | 50                            | —                             | —                             | —                             | —                             | - US: Arany               |
| Naughty                                                               | - Megjelent: 1980. március 26. - Label: Warner Bros.    | 43                            | 6                             | —                             | —                             | —                             | —                             | —                             | —                             | —                             | —                             | —                             |                           |
| What Cha' Gonna Do for Me                                             | - Megjelent: 1981. április 15. - Label: Warner Bros.    | 17                            | 3                             | 35                            | —                             | —                             | —                             | —                             | 42                            | —                             | —                             | —                             | - US: Arany               |
| Echoes of an Era                                                      | - Megjelent: 1982. január 14. - Label: Elektra/Musician | 105                           | 38                            | 11                            | —                             | —                             | —                             | —                             | —                             | —                             | —                             | —                             |                           |
| Chaka Khan                                                            | - Megjelent: 1982. november 17. - Label: Warner Bros.   | 52                            | 5                             | —                             | —                             | —                             | —                             | —                             | —                             | —                             | —                             | —                             |                           |
| I Feel for You                                                        | - Megjelent: 1984. október 1. - Label: Warner Bros.     | 16                            | 4                             | —                             | 71                            | 27                            | 17                            | 25                            | 22                            | 9                             | 14                            | 15                            | - US: Platina - UK: Arany |
| Destiny                                                               | - Megjelent: 1986. június 14. - Label: Warner Bros.     | 72                            | 25                            | —                             | —                             | —                             | 50                            | 49                            | —                             | 13                            | 26                            | 77                            |                           |
| ck                                                                    | - Megjelent: 1988. november 22. - Label: Warner Bros.   | 125                           | 17                            | —                             | —                             | —                             | —                             | —                             | —                             | —                             | —                             | —                             |                           |
| The Woman I Am                                                        | - Megjelent: 1992. április 14. - Label: Warner Bros.    | 92                            | 9                             | —                             | —                             | —                             | —                             | —                             | —                             | 40                            | —                             | —                             |                           |
| Come 2 My House                                                       | - Megjelent: 1998. július 21. - Label: NPG              | —                             | 49                            | —                             | —                             | —                             | —                             | —                             | —                             | —                             | —                             | —                             |                           |
| ClassiKhan                                                            | - Megjelent: 2004. október 5. - Label: Earthsong/AgU    | —                             | 42                            | —                             | —                             | —                             | —                             | —                             | —                             | —                             | —                             | —                             |                           |
| Funk This                                                             | - Megjelent: 2007. szeptember 25. - Label: Burgundy     | 15                            | 5                             | —                             | —                             | —                             | —                             | —                             | —                             | —                             | —                             | —                             |                           |
| S.O.U.L. (live album)                                                 | - Megjelent: 2011. február 22. - Label: Sony Music      | —                             | 45                            | —                             | —                             | —                             | —                             | —                             | —                             | —                             | —                             | —                             |                           |
| Hello Happiness                                                       | - Megjelent: 2019. február 15. - Label: Diary, Island   | —                             | —                             | —                             | —                             | —                             | —                             | 178                           | —                             | —                             | 32                            | 18                            |                           |
| "—" Nem volt slágerlistás helyezés, vagy nem jelent meg az országban. |                                                         |                               |                               |                               |                               |                               |                               |                               |                               |                               |                               |                               |                           |

### Válogatás albumok
| Cím                                                                   | Album megjelenés                                                           | Legjobb slágerlistás helyezések | Legjobb slágerlistás helyezések | Legjobb slágerlistás helyezések | Legjobb slágerlistás helyezések | Legjobb slágerlistás helyezések | Legjobb slágerlistás helyezések | Legjobb slágerlistás helyezések | Legjobb slágerlistás helyezések | Legjobb slágerlistás helyezések | Legjobb slágerlistás helyezések | Díjak, jelölések        |
| Cím                                                                   | Album megjelenés                                                           | US 200                          | US R&B                          | US Dance                        | CAN                             | GER                             | NLD                             | NZ                              | SWE                             | SWI                             | UK                              | Díjak, jelölések        |
| --------------------------------------------------------------------- | -------------------------------------------------------------------------- | ------------------------------- | ------------------------------- | ------------------------------- | ------------------------------- | ------------------------------- | ------------------------------- | ------------------------------- | ------------------------------- | ------------------------------- | ------------------------------- | ----------------------- |
| Life Is a Dance: The Remix Project                                    | - Megjelent: 1989. június 15. - Label: Warner Bros.                        | —                               | —                               | 1                               | —                               | —                               | 47                              | —                               | —                               | —                               | 14                              | - UK: Arany             |
| The Remix Project: Greatest Hits                                      | - Megjelent: 1993. november 28. - Label: Warner Bros.                      | —                               | —                               | —                               | —                               | —                               | —                               | —                               | —                               | —                               | —                               |                         |
| Epiphany: The Best of Chaka Khan, Vol. 1                              | - Megjelent: 1996. november 12. - Label: Reprise                           | 84                              | 22                              | —                               | —                               | —                               | —                               | —                               | —                               | —                               | —                               | - US: Arany - UK: Ezüst |
| Dance Classics of Chaka Khan                                          | - Megjelent: 1999. március 16. (csak Japánban) - Label: Warner Music Japan | —                               | —                               | —                               | —                               | —                               | —                               | —                               | —                               | —                               | —                               |                         |
| I'm Every Woman: The Best of Chaka Khan                               | - Megjelent: 1999. szeptember 14. - Label: Reprise                         | —                               | —                               | —                               | —                               | —                               | —                               | —                               | —                               | —                               | 62                              |                         |
| The Platinum Collection                                               | - Megjelent: 2006. június 26. - Label: Warner Platinum/Rhino               | —                               | —                               | —                               | —                               | —                               | —                               | —                               | —                               | —                               | —                               |                         |
| The Essential Chaka Khan                                              | - Megjelent: 2011. november 7. - Label: Music Club Deluxe/Rhino            | —                               | —                               | —                               | —                               | —                               | —                               | —                               | —                               | —                               | —                               |                         |
| "—" Nem volt slágerlistás helyezés, vagy nem jelent meg az országban. |                                                                            |                                 |                                 |                                 |                                 |                                 |                                 |                                 |                                 |                                 |                                 |                         |

## Kislemezek

### Szólóelőadóként
| Year                                                                  | Dal                                                     | Slágerlistás helyezés | Slágerlistás helyezés | Slágerlistás helyezés | Slágerlistás helyezés | Slágerlistás helyezés | Slágerlistás helyezés | Slágerlistás helyezés | Slágerlistás helyezés | Slágerlistás helyezés | Slágerlistás helyezés | Slágerlistás helyezés | Díjak, jelölések        | Album                              |
| Year                                                                  | Dal                                                     | US Hot                | US R&B                | US Dance              | AUS                   | BEL                   | CAN                   | GER                   | IRE                   | NLD                   | NZ                    | UK                    | Díjak, jelölések        | Album                              |
| --------------------------------------------------------------------- | ------------------------------------------------------- | --------------------- | --------------------- | --------------------- | --------------------- | --------------------- | --------------------- | --------------------- | --------------------- | --------------------- | --------------------- | --------------------- | ----------------------- | ---------------------------------- |
| 1978                                                                  | "I'm Every Woman"                                       | 21                    | 1                     | 30                    | 37                    | 20                    | 38                    | —                     | 16                    | 15                    | 18                    | 11                    |                         | Chaka                              |
| 1979                                                                  | "Life Is a Dance"                                       | —                     | 40                    | —                     | —                     | —                     | —                     | —                     | —                     | —                     | —                     | —                     |                         | Chaka                              |
| 1980                                                                  | "Clouds"                                                | 103                   | 10                    | 31                    | —                     | —                     | —                     | —                     | —                     | —                     | —                     | —                     |                         | Naughty                            |
| 1980                                                                  | "Papillon (aka Hot Butterfly)"                          | —                     | 22                    | 31                    | —                     | —                     | —                     | —                     | —                     | —                     | —                     | —                     |                         | Naughty                            |
| 1980                                                                  | "Get Ready, Get Set"                                    | —                     | 48                    | —                     | —                     | —                     | —                     | —                     | —                     | —                     | —                     | —                     |                         | Naughty                            |
| 1981                                                                  | "What Cha' Gonna Do for Me"                             | 53                    | 1                     | 22                    | —                     | —                     | —                     | —                     | —                     | —                     | 21                    | —                     |                         | What Cha' Gonna Do for Me          |
| 1981                                                                  | "We Can Work It Out"                                    | —                     | 34                    | 22                    | —                     | —                     | —                     | —                     | —                     | —                     | —                     | —                     |                         | What Cha' Gonna Do for Me          |
| 1981                                                                  | "I Know You, I Live You"                                | —                     | —                     | 22                    | —                     | —                     | —                     | —                     | —                     | —                     | —                     | —                     |                         | What Cha' Gonna Do for Me          |
| 1981                                                                  | "Any Old Sunday"                                        | —                     | 68                    | —                     | —                     | —                     | —                     | —                     | —                     | —                     | —                     | —                     |                         | What Cha' Gonna Do for Me          |
| 1983                                                                  | "Got to Be There"                                       | 67                    | 5                     | —                     | —                     | —                     | —                     | —                     | —                     | —                     | —                     | —                     |                         | Chaka Khan                         |
| 1983                                                                  | "Tearin' It Up"                                         | —                     | 48                    | 26                    | —                     | —                     | —                     | —                     | —                     | —                     | —                     | —                     |                         | Chaka Khan                         |
| 1983                                                                  | "Best in the West"                                      | —                     | —                     | —                     | —                     | —                     | —                     | —                     | —                     | —                     | —                     | —                     |                         | Chaka Khan                         |
| 1983                                                                  | "Ain't Nobody" (with Rufus)                             | 22                    | 1                     | —                     | —                     | —                     | —                     | —                     | —                     | 36                    | —                     | 8                     | - UK: Arany             | Stompin' at the Savoy – Live       |
| 1984                                                                  | "I Feel for You"                                        | 3                     | 1                     | 1                     | 4                     | 8                     | 2                     | 4                     | 1                     | 12                    | 2                     | 1                     | - US: Arany - UK: Arany | I Feel for You                     |
| 1985                                                                  | "This Is My Night"                                      | 60                    | 11                    | 1                     | —                     | 12                    | 90                    | 47                    | 7                     | 20                    | 34                    | 14                    |                         | I Feel for You                     |
| 1985                                                                  | "Through the Fire"                                      | 60                    | 15                    | —                     | —                     | —                     | —                     | —                     | —                     | —                     | —                     | 77                    |                         | I Feel for You                     |
| 1985                                                                  | "Eye to Eye"                                            | —                     | —                     | —                     | —                     | —                     | —                     | —                     | 12                    | 43                    | —                     | 16                    |                         | I Feel for You                     |
| 1985                                                                  | "(Krush Groove) Can't Stop the Street"                  | —                     | 18                    | 30                    | —                     | —                     | —                     | —                     | —                     | —                     | —                     | 80                    |                         | Krush Groove filmzene              |
| 1985                                                                  | "Own the Night"                                         | 57                    | 66                    | —                     | —                     | —                     | —                     | —                     | —                     | —                     | —                     | —                     |                         | Miami Vice filmzene                |
| 1986                                                                  | "The Other Side of the World"                           | —                     | 81                    | —                     | —                     | —                     | —                     | —                     | —                     | —                     | —                     | —                     |                         | Destiny                            |
| 1986                                                                  | "Love of a Lifetime"                                    | 53                    | 21                    | —                     | —                     | —                     | 87                    | —                     | —                     | 34                    | —                     | 52                    |                         | Destiny                            |
| 1986                                                                  | "Love of a Lifetime" (Remix)                            | —                     | —                     | 11                    | —                     | —                     | —                     | —                     | —                     | —                     | —                     | —                     |                         | Destiny                            |
| 1986                                                                  | "Tight Fit"                                             | —                     | 28                    | —                     | —                     | —                     | —                     | —                     | —                     | —                     | —                     | —                     |                         | Destiny                            |
| 1986                                                                  | "Earth to Mickey"                                       | —                     | 93                    | —                     | —                     | —                     | —                     | —                     | —                     | —                     | —                     | —                     |                         | Destiny                            |
| 1988                                                                  | "It's My Party"                                         | —                     | 5                     | —                     | —                     | —                     | —                     | —                     | —                     | —                     | —                     | 71                    |                         | CK                                 |
| 1989                                                                  | "Baby Me"                                               | —                     | 12                    | —                     | —                     | —                     | —                     | —                     | —                     | —                     | —                     | —                     |                         | CK                                 |
| 1989                                                                  | "Soul Talkin'"                                          | —                     | —                     | —                     | —                     | —                     | —                     | —                     | —                     | —                     | —                     | —                     |                         | CK                                 |
| 1989                                                                  | "I'm Every Woman" (Remix)                               | —                     | —                     | 1                     | —                     | 20                    | —                     | —                     | 7                     | 9                     | —                     | 8                     |                         | Life Is a Dance: The Remix Project |
| 1989                                                                  | "Ain't Nobody" (with Rufus) (Remix)                     | —                     | —                     | 1                     | —                     | —                     | —                     | 9                     | 8                     | —                     | —                     | 6                     |                         | Life Is a Dance: The Remix Project |
| 1989                                                                  | "I Feel for You" (Remix)                                | —                     | —                     | 1                     | —                     | —                     | —                     | —                     | 1                     | —                     | —                     | 45                    |                         | Life Is a Dance: The Remix Project |
| 1992                                                                  | "Love You All My Lifetime"                              | 68                    | 2                     | 1                     | —                     | —                     | —                     | —                     | —                     | —                     | —                     | 49                    |                         | The Woman I Am                     |
| 1992                                                                  | "You Can Make the Story Right"                          | —                     | 8                     | —                     | —                     | —                     | —                     | —                     | —                     | —                     | —                     | —                     |                         | The Woman I Am                     |
| 1992                                                                  | "I Want"                                                | —                     | 62                    | —                     | —                     | —                     | —                     | —                     | —                     | —                     | —                     | —                     |                         | The Woman I Am                     |
| 1993                                                                  | "Don't Look at Me That Way"                             | —                     | —                     | —                     | —                     | —                     | —                     | —                     | —                     | —                     | —                     | 73                    |                         | The Woman I Am                     |
| 1995                                                                  | "Love Me Still"                                         | —                     | —                     | —                     | —                     | —                     | —                     | —                     | —                     | —                     | —                     | —                     |                         | Clockers filmzene                  |
| 1996                                                                  | "My Funny Valentine"                                    | —                     | —                     | —                     | —                     | —                     | —                     | —                     | —                     | —                     | —                     | —                     |                         | Waiting to Exhale filmzene         |
| 1996                                                                  | "Never Miss the Water" (featuring Me'Shell Ndegeocello) | 102                   | 36                    | 1                     | —                     | —                     | —                     | —                     | —                     | —                     | —                     | 59                    |                         | Epiphany: Best of Vol. 1           |
| 1998                                                                  | "Spoon"                                                 | —                     | —                     | —                     | —                     | —                     | —                     | —                     | —                     | —                     | —                     | —                     |                         | Come 2 My House                    |
| 1998                                                                  | "Don't Talk 2 Strangers"                                | —                     | —                     | —                     | —                     | —                     | —                     | —                     | —                     | —                     | —                     | —                     |                         | Come 2 My House                    |
| 2007                                                                  | "Angel"                                                 | 121                   | 26                    | —                     | —                     | —                     | —                     | —                     | —                     | —                     | —                     | —                     |                         | Funk This                          |
| 2007                                                                  | "Disrespectful" (featuring Mary J. Blige)               | —                     | —                     | 1                     | —                     | —                     | —                     | —                     | —                     | —                     | —                     | —                     |                         | Funk This                          |
| 2007                                                                  | "You Belong to Me" (featuring Michael McDonald)         | —                     | 63                    | —                     | —                     | —                     | —                     | —                     | —                     | —                     | —                     | —                     |                         | Funk This                          |
| 2008                                                                  | "One for All Time"                                      | —                     | 35                    | —                     | —                     | —                     | —                     | —                     | —                     | —                     | —                     | —                     |                         | Funk This                          |
| 2013                                                                  | "It's Not Over" (featuring Lecrae)                      | —                     | —                     | 7                     | —                     | —                     | —                     | —                     | —                     | —                     | —                     | —                     |                         | Nem album dal                      |
| 2018                                                                  | "Like Sugar"                                            | —                     | —                     | —                     | —                     | —                     | —                     | —                     | —                     | —                     | —                     | —                     |                         | Hello Happiness                    |
| 2019                                                                  | "Hello Happiness"                                       | —                     | —                     | —                     | —                     | —                     | —                     | —                     | —                     | —                     | —                     | —                     |                         | Hello Happiness                    |
| "—" Nem volt slágerlistás helyezés, vagy nem jelent meg az országban. |                                                         |                       |                       |                       |                       |                       |                       |                       |                       |                       |                       |                       |                         |                                    |

### Közreműködő előadóként
| Év                                                                    | Dal                                                               | Legjobb slágerlistás helyezés | Legjobb slágerlistás helyezés | Legjobb slágerlistás helyezés | Legjobb slágerlistás helyezés | Legjobb slágerlistás helyezés | Legjobb slágerlistás helyezés | Legjobb slágerlistás helyezés | Legjobb slágerlistás helyezés | Legjobb slágerlistás helyezés | Legjobb slágerlistás helyezés | Legjobb slágerlistás helyezés | Díjak, jelölések | Album                                   |
| Év                                                                    | Dal                                                               | US Hot                        | US R&B                        | US Dance                      | AUS                           | BEL                           | CAN                           | GER                           | IRE                           | NLD                           | NZ                            | UK                            | Díjak, jelölések | Album                                   |
| --------------------------------------------------------------------- | ----------------------------------------------------------------- | ----------------------------- | ----------------------------- | ----------------------------- | ----------------------------- | ----------------------------- | ----------------------------- | ----------------------------- | ----------------------------- | ----------------------------- | ----------------------------- | ----------------------------- | ---------------- | --------------------------------------- |
| 1978                                                                  | "Stuff Like That" (with Quincy Jones and Ashford & Simpson)       | 21                            | 1                             | —                             | —                             | —                             | 23                            | —                             | —                             | 24                            | —                             | 34                            |                  | Sounds...and Stuff Like That!!          |
| 1986                                                                  | "Higher Love" (with Steve Winwood)                                | 1                             | —                             | —                             | 8                             | 31                            | 1                             | 49                            | 11                            | 26                            | 11                            | 13                            |                  | Back in the High Life                   |
| 1989                                                                  | "I'll Be Good to You" (with Quincy Jones and Ray Charles)         | 18                            | 1                             | 1                             | —                             | 34                            | 48                            | 28                            | 18                            | 38                            | 7                             | 21                            |                  | Back on the Block                       |
| 1990                                                                  | "The Places You Find Love" (with Quincy Jones and Siedah Garrett) | —                             | 39                            | —                             | —                             | —                             | —                             | —                             | —                             | —                             | —                             | —                             |                  | Back on the Block                       |
| 1993                                                                  | "Feels Like Heaven" (with Peter Cetera)                           | 71                            | —                             | —                             | —                             | —                             | —                             | —                             | —                             | —                             | —                             | —                             |                  | World Falling Down                      |
| 1995                                                                  | "Watch What You Say" (with Guru)                                  | —                             | 93                            | —                             | —                             | —                             | —                             | —                             | —                             | —                             | —                             | 28                            |                  | Jazzmatazz, Vol. 2: The New Reality     |
| 1996                                                                  | "Missing You" (with Brandy, Tamia and Gladys Knight)              | 25                            | 10                            | —                             | —                             | —                             | —                             | —                             | —                             | —                             | 2                             | —                             |                  | Set It Off filmzene                     |
| 1998                                                                  | "Come On" (with The New Power Generation)                         | —                             | —                             | —                             | —                             | —                             | —                             | —                             | —                             | —                             | —                             | —                             |                  | Newpower Soul                           |
| 1998                                                                  | "The Longer We Make Love" (with Barry White)                      | —                             | —                             | —                             | —                             | —                             | —                             | —                             | —                             | —                             | —                             | —                             |                  | Staying Power                           |
| 2000                                                                  | "All Good?" (with De La Soul)                                     | 96                            | 41                            | 17                            | 34                            | —                             | —                             | 76                            | —                             | 76                            | —                             | 33                            |                  | Art Official Intelligence: Mosaic Thump |
| 2001                                                                  | "The Essence" (with Herbie Hancock)                               | —                             | —                             | —                             | —                             | —                             | —                             | —                             | —                             | —                             | —                             | —                             |                  | Future2Future                           |
| 2005                                                                  | "Give and Let Live" (with Hope Collective)                        | —                             | —                             | —                             | —                             | —                             | —                             | —                             | —                             | —                             | —                             | —                             |                  | csak kislemezen                         |
| 2010                                                                  | "Soul Survivor" (with Beverley Knight)                            | —                             | —                             | —                             | —                             | —                             | —                             | —                             | —                             | —                             | —                             | —                             |                  | 100%                                    |
| 2017                                                                  | "Say A Prayer" (with Tieks feat. Popcaan)                         | —                             | —                             | —                             | —                             | —                             | —                             | —                             | —                             | —                             | —                             | —                             |                  | Nem album dal                           |
| "—" Nem volt slágerlistás helyezés, vagy nem jelent meg az országban. |                                                                   |                               |                               |                               |                               |                               |                               |                               |                               |                               |                               |                               |                  |                                         |

## Egyéb közreműködések
| Év   | Dal                                                             | Közreműködő előadó (k)                                                   | Album                                                         |
| ---- | --------------------------------------------------------------- | ------------------------------------------------------------------------ | ------------------------------------------------------------- |
| 1977 | "Take Me Back to Chicago"                                       | Chicago                                                                  | Chicago XI                                                    |
| 1981 | "Wargames", "Julia", and "Robot Man"                            | Rick Wakeman                                                             | 1984                                                          |
| 1981 | "Better Now We're Friends"                                      | Henry Gross                                                              | What's in a Name                                              |
| 1983 | "No See, No Cry"                                                | —                                                                        | Superman III soundtrack                                       |
| 1989 | "Fever"                                                         | —                                                                        | Rock, Rhythm & Blues                                          |
| 1991 | "Someday We'll All Be Free"                                     | B.E.F. (British Electric Foundation)                                     | Music of Quality and Distinction Volume 2                     |
| 1992 | "Time to Be Lovers"                                             | Michael McDonald                                                         | Beverly Hills 90210 soundtrack                                |
| 1993 | "Between the Sheets"                                            | Fourplay                                                                 | Between the Sheets                                            |
| 1994 | "Miles Blowin'"                                                 | —                                                                        | Sugar Hill soundtrack                                         |
| 1995 | "Hot Fun in the Summertime"                                     | The Manhattan Transfer                                                   | Tonin'                                                        |
| 1995 | "Free Yourself"                                                 | —                                                                        | To Wong Foo, Thanks for Everything! Julie Newmar soundtrack   |
| 1996 | "I'm Every Woman" (live)                                        | —                                                                        | Sinbad's 2nd Annual Summer Jam: 70's Soul Music Festival      |
| 1996 | "Raspberry"                                                     | —                                                                        | One Voice: The Songs of Chage and Aska                        |
| 1996 | "Christmas Only Once a Year"                                    | —                                                                        | 12 Soulful Nights of Christmas                                |
| 1997 | "Pain"                                                          | —                                                                        | Living Single soundtrack                                      |
| 1998 | "Sweet Thing" (new studio version)                              | —                                                                        | New York Undercover: A Night at Natalie's                     |
| 1998 | "Free"                                                          | Graham Central Station, Prince                                           | GCS 2000                                                      |
| 1999 | "I'm Every Woman" (live)                                        | Whitney Houston (with Faith Hill, Brandy, LeAnn Rimes and Mary J. Blige) | VH1 Divas Live/99                                             |
| 2000 | "Have a Little Faith in Me"                                     | —                                                                        | Disappearing Acts soundtrack                                  |
| 2000 | "So Crazy for This Love (Cru-Cre Corroro)"                      | —                                                                        | A Love Affair: The Music of Ivan Lins                         |
| 2000 | "Living in Divine Time"                                         | Melissa Vardey                                                           | Living in Divine Time featuring Chaka Khan                    |
| 2000 | "Chaka Intro"                                                   | Melissa Vardey                                                           | Living in Divine Time featuring Chaka Khan                    |
| 2000 | "It All Begins with Love"                                       | Melissa Vardey                                                           | Living in Divine Time featuring Chaka Khan                    |
| 2001 | "Your Amazing Grace"                                            | Marcus Miller                                                            | M²                                                            |
| 2002 | "Get My Party On"                                               | Shaggy                                                                   | Lucky Day                                                     |
| 2002 | "What's Going On" (live)                                        | —                                                                        | Standing in the Shadows of Motown soundtrack                  |
| 2002 | "Ain't No Mountain High Enough" (live)                          | Montell Jordan                                                           | Standing in the Shadows of Motown soundtrack                  |
| 2004 | "Little Wing"                                                   | Kenny Olson                                                              | Power of Soul: A Tribute to Jimi Hendrix                      |
| 2004 | "Beautiful"                                                     | Kenny G                                                                  | At Last...The Duets Album                                     |
| 2005 | "Back Again"                                                    | Soulive                                                                  | Break Out                                                     |
| 2005 | "You Send Me"                                                   | Rod Stewart                                                              | Thanks for the Memory: The Great American Songbook, Volume IV |
| 2007 | "Shining Star"                                                  | —                                                                        | Interpretations: Celebrating the Music of Earth, Wind & Fire  |
| 2007 | "Lullaby of Birdland"                                           | —                                                                        | We All Love Ella: Celebrating the First Lady of Song          |
| 2007 | "(If You Can't Sing It) You'll Have to Swing It (Mr. Paganini)" | Natalie Cole                                                             | We All Love Ella: Celebrating the First Lady of Song          |
| 2010 | "Lowdown"                                                       | Incognito and Mario Biondi                                               | Transatlantic R.P.M.                                          |
| 2010 | "The Song"                                                      | Incognito                                                                | Transatlantic R.P.M.                                          |
| 2010 | "Alive"                                                         | Billy Cobham                                                             | Drum n Voice Vol. 3                                           |
| 2010 | "The Song Goes On"                                              | Herbie Hancock (with K. S. Chithra, Anoushka Shankar and Wayne Shorter)  | The Imagine Project                                           |
| 2010 | "One More Try"                                                  | AI                                                                       | The Last A.I.                                                 |
| 2010 | "Through the Fire"                                              | AI                                                                       | The Last A.I.                                                 |
| 2011 | "High Wire - The Aerialist"                                     | Corea, Clarke and White                                                  | Forever                                                       |
| 2011 | "I Loves You, Porgy"                                            | Corea, Clarke and White                                                  | Forever                                                       |
| 2019 | "Nobody"                                                        | Ariana Grande                                                            | Charlie’s Angels                                              |